# C/2000 CT54 (LINEAR)
C/2000 CT54 (LINEAR) — одна з довгоперіодичних комет. Ця комета була відкрита 2 лютого 2000 року; вона мала 18.9m на час відкриття.